# (474118) 2016 LP50
(474118) 2016 LP50 es un asteroide perteneciente al cinturón de asteroides, descubierto el 9 de mayo de 2007 por el equipo del Spacewatch desde el Observatorio Nacional de Kitt Peak, Arizona, Estados Unidos.

## Designación y nombre
Designado provisionalmente como 2016 LP50.

## Características orbitales
2016 LP50 está situado a una distancia media del Sol de 2,704 ua, pudiendo alejarse hasta 3,145 ua y acercarse hasta 2,263 ua. Su excentricidad es 0,162 y la inclinación orbital 9,133 grados. Emplea 1624 días en completar una órbita alrededor del Sol.

## Características físicas
La magnitud absoluta de 2016 LP50 es 17,114.